# Bagrus ubangensis
Bagrus ubangensis är en fiskart som beskrevs av George Albert Boulenger 1902. Bagrus ubangensis ingår i släktet Bagrus och familjen Bagridae. IUCN kategoriserar arten globalt som livskraftig. Inga underarter finns listade.